# MLS SuperDraft 2005
De MLS SuperDraft 2005, gehouden in Baltimore (Verenigde Staten), op 14 januari 2005, was de zesde editie van het jaarlijks Major League Soccer SuperDraft. Real Salt Lake had de eerste keuze en koos voor Nikolas Besagno. Vanaf deze editie heeft de SuperDraft vier rondes in plaats van zes.

## Ronde 1
| Keuze | Speler            | Positie | MLS-team               | Vorig team                                |
| ----- | ----------------- | ------- | ---------------------- | ----------------------------------------- |
| 1     | Nikolas Besagno   | M       | Real Salt Lake         | Generation adidas                         |
| 2     | Brad Guzan        | DM      | Chivas USA             | Universiteit van South Carolina           |
| 3     | Chad Barrett      | V       | Chicago Fire           | Universiteit van Californië - Los Angeles |
| 4     | Danny O'Rourke    | M       | San Jose Earthquakes   | Indiana universiteit, Bloomington         |
| 5     | Ugo Ihemelu       | V       | Los Angeles Galaxy     | Southern Methodist universiteit           |
| 6     | Drew Moor         | V       | FC Dallas              | Indiana universiteit, Bloomington         |
| 7     | Hunter Freeman    | V       | Colorado Rapids        | Universiteit van Virginia                 |
| 8     | Troy Roberts      | V       | Los Angeles Galaxy     | Universiteit van California               |
| 9     | Michael Parkhurst | V       | New England Revolution | Wake Forest universiteit                  |
| 10    | Jack Stewart      | V       | Chicago Fire           | Universiteit van Notre Dame               |
| 11    | Scott Sealy       | A       | Kansas City Wizards    | Wake Forest universiteit                  |
| 12    | Tim Ward          | V       | MetroStars             | Saint Louis universiteit                  |

## Ronde 2
| Keuze | Speler             | Positie | MLS-team               | Vorig team                                |
| ----- | ------------------ | ------- | ---------------------- | ----------------------------------------- |
| 13    | Jamie Watson       | A       | Real Salt Lake         | University of North Carolina              |
| 14    | Christian Jimenez  | M       | Chivas USA             | universiteit van South Florida            |
| 15    | Michael Enfield    | M       | Los Angeles Galaxy     | universiteit van Californië - Los Angeles |
| 16    | Ryan Pore          | A       | Kansas City Wizards    | universiteit van Tulsa                    |
| 17    | Kevin Goldthwaite  | V       | San Jose Earthquakes   | universiteit van Notre Dame               |
| 18    | Will John          | M       | Chicago Fire           | Saint Louis universiteit                  |
| 19    | Nick Van Sicklen   | M       | D.C. United            | universiteit van Wisconsin-Madison        |
| 20    | Marcus Storey      | M       | Columbus Crew          | University of North Carolina              |
| 21    | James Riley        | V       | New England Revolution | Wake Forest universiteit                  |
| 22    | Jay Nolly          | DM      | Real Salt Lake         | Indiana universiteit, Bloomington         |
| 23    | Domenic Mediate    | M       | Columbus Crew          | universiteit van Maryland, College Park   |
| 24    | Christopher Sawyer | DM      | Kansas City Wizards    | universiteit van Notre Dame               |

## Ronde 3
| Keuze | Speler           | Positie | MLS-team               | Vorig team                                |
| ----- | ---------------- | ------- | ---------------------- | ----------------------------------------- |
| 25    | Chris Corcoran   | M       | MetroStars             | Bradley universiteit                      |
| 26    | Aaron Lopez      | V       | Chivas USA             | universiteit van Californië - Los Angeles |
| 27    | Winston Marshall | V       | FC Dallas              | Wright State universiteit                 |
| 28    | Chris Gomez      | DM      | FC Dallas              | Brown universiteit                        |
| 29    | Chris Rolfe      | A       | Chicago Fire           | universiteit van Dayton                   |
| 30    | Victor Arbelaez  | M       | San Jose Earthquakes   | UNLV                                      |
| 31    | Orlando Ramirez  | A       | San Jose Earthquakes   | Fresno Pacific universiteit               |
| 32    | C.J. Klaas       | V       | San Jose Earthquakes   | universiteit van Washington               |
| 33    | Tony Lochhead    | V       | New England Revolution | UC Santa Barbara                          |
| 34    | Quavas Kirk      | A       | Los Angeles Galaxy     | Generation adidas                         |
| 35    | Gonzalo Segares  | V       | Chicago Fire           | Virginia Commonwealth universiteit        |
| 36    | Thabiso Khumalo  | M       | Chicago Fire           | Coastal Carolina universiteit             |

## Ronde 4
| Keuze | Speler                | Positie | MLS-team             | Vorig team                                   |
| ----- | --------------------- | ------- | -------------------- | -------------------------------------------- |
| 37    | Luke Kreamalmeyer     | M       | Real Salt Lake       | Bradley universiteit                         |
| 38    | Esteban Arias         | V       | Chivas USA           | universiteit van Connecticut                 |
| 39    | Karim Deltz           | A       | Chicago Fire         | Birmingham Southern College                  |
| 40    | Julian Nash           | A       | FC Dallas            | Creighton University                         |
| 41    | Antou Jallow          | A       | San Jose Earthquakes | universiteit van Wisconsin-Milwaukee         |
| 42    | James Twellman        | V       | San Jose Earthquakes | Stanford-universiteit                        |
| 43    | Guy Melamed           | V       | Colorado Rapids      | Boston College                               |
| 44    | Knox Cameron          | A       | Columbus Crew        | universiteit van Michigan                    |
| 45    | Amir Lowery           | M       | Colorado Rapids      | Wake Forest universiteit                     |
| 46    | Mubarike Chisoni      | M       | Los Angeles Galaxy   | Coastal Carolina universiteit                |
| 47    | John Minagawa-Webster | M       | Kansas City Wizards  | Michigan State universiteit                  |
| 48    | Tim Merritt           | V       | D.C. United          | universiteit van North Carolina, Chapel Hill |